# Луццара
Луцца́ра (итал. Luzzara, эмил.-ром. Lusêra) — коммуна в Италии, в провинции Реджо-нель-Эмилия области Эмилия-Романья.
Население составляет 8890 человек (на 2004 г.), плотность населения — 218 чел./км². Занимает площадь 39 км². Почтовый индекс — 42045. Телефонный код — 0522.
Покровителем населённого пункта считается Георгий Победоносец. Праздник ежегодно отмечается 19 марта.
Соседние коммуны: Дозоло, Гонцага, Гвасталла, Реджоло, Суццара.